# Scopusberg
De Scopusberg (Hebreeuws: הַר הַצּוֹפִים Har HaTsofim, Arabisch: جبل المشارف , Ǧabal al-Mašārif, lit "Mount Lookout" جبل المشهد Ǧabal al-Mashad, جبل الصوانة) is een berg in het noordoosten van Jeruzalem. De berg heeft een hoogte van 826 meter.

## Oudheid
De berg kijkt uit over de stad Jeruzalem en was dientengevolge van oudsher van belang als basis van waaruit de stad aangevallen kon worden. In 66 n.Chr werd er een Romeins legioen gevestigd en twee jaar later werd de berg gebruikt als uitvalsbasis om een belegering te starten door twee Romeinse legioenen. In 1099 werd het gebruikt als uitvalsbasis door de kruisvaarders.

## Twintigste eeuw
Na de Eerste Wereldoorlog werden op de berg ruim 2500 soldaten uit Groot-Brittannië, Australië en Nieuw-Zeeland begraven, die bij de verovering van Jeruzalem waren gesneuveld. Tevens werd er een monument opgericht voor nog eens 3300 gevallenen in Egypte en Palestina.
In 1925, in het toenmalige Mandaatgebied Palestina, werd er op de berg door de zionistische beweging een Hebreeuwse universiteit gesticht.
In de Arabisch-Israëlische Oorlog van 1948 had de nieuwe staat Israël West-Jeruzalem veroverd en Trans-Jordanië de Westelijke Jordaanoever met de Oude Stad Jeruzalem, die sindsdien Oost-Jeruzalem werd genoemd. De Scopusberg die ten oosten van de Oude Stad lag werd een Israëlisch-Joodse enclave. De toegang vanuit Israël was zeer problematisch. In november 1948 bereikten Moshe Dayan en Abdullah al-Tall een principe-akkoord over vrije toegang tot de Scopusberg onder toezicht van de Verenigde Naties, maar dat was een precaire situatie die geen veiligheid garandeerde. In 1958 doodden Jordaanse sluipschutters vier Israëli's en een VN-waarnemer op de Scopusberg. De universiteit, de bibliotheek en het hospitaal bleven in die periode gesloten.
In de Zesdaagse Oorlog van 1967 werd de Westelijke Jordaanoever met Oost-Jeruzalem door Israël veroverd en bezet. Kort daarna werd Oost-Jeruzalem samen met de omliggende Palestijnse dorpen door Israël geannexeerd en bestuurlijk samengevoegd met West-Jeruzalem tot de Israëlische gemeente Jeruzalem, waar sindsdien ook de Scopusberg deel van uitmaakt. De annexatie van Oost-Jeruzalem is door de Verenigde Naties herhaaldelijk veroordeeld, onder meer door Resolutie 252.